# Stipanovci
Stipanovci är en ort i Kroatien.   Den ligger i länet Baranja, i den östra delen av landet, 180 km öster om huvudstaden Zagreb. Stipanovci ligger 113 meter över havet och antalet invånare är 398.
Terrängen runt Stipanovci är platt. Runt Stipanovci är det ganska glesbefolkat, med 48 invånare per kvadratkilometer. Närmaste större samhälle är Našice, 8,0 km väster om Stipanovci. Trakten runt Stipanovci består till största delen av jordbruksmark.